# Murdannia versicolor
Murdannia versicolor är en himmelsblomsväxtart som först beskrevs av Nicol Alexander Dalzell, och fick sitt nu gällande namn av Gerhard Brückner. Murdannia versicolor ingår i släktet Murdannia och familjen himmelsblomsväxter. Inga underarter finns listade.